# 武訓
武 訓（ぶ くん、Wu Xun、1838年 ‐ 1896年4月23日）、清代の教育者。

## 生涯
山東省堂邑県(現在の冠県)柳林鎮武庄出身。貧困の中で育ち、21歳の時に「貧しい者に無料で教育を施し、読み書きができないことで人に欺かれることがないようにしよう」と思い立ち、乞食によって学校建設の資金を集め始め、30年間にわたって山東省、直隷省、河南省、江蘇省で乞食してまわった。
1888年、武訓は230畝の田地を購入し、堂邑県柳林鎮東門外に最初の学校である「崇賢義塾」を設立した。建設後、当地の進士や挙人にひざまずいて教授となるように乞い、また貧民の家でひざまずいて子弟を学校に送るように乞うた。こうして50余名の学生を集めた。学費は無料とし、学校の経費は田地からの収入でまかなった。1890年、現在の臨清市にある楊二庄に2番目の義塾を作り、1896年、さらに臨清に「御史巷義塾」（現在の臨清実験小学）を設立した。
武訓は学校の創設に一生をささげ、生涯独身だった。1896年、積年の苦労から病にかかり、御史巷義塾で世を去った。崇賢義塾の東側に葬られ、葬儀には堂邑・館陶・臨清の官人・郷紳はじめ1万人以上の群衆が参列した。

## 影響
武訓の活動に対しては当時から高い評価を得ていた。山東巡撫張曜は田地への課税を免除し、銀200両を寄付した。光緒帝は武訓を「義学正」に封じ、黄袍馬褂を与え、さらに「楽善好施」の牌坊を建設させた。
1930年代にも教育の普及にささげた人物として、模範とされた。
1950年、武訓の生涯を描いた孫瑜監督・趙丹主演の映画『武訓伝』が制作された。しかし1951年、毛沢東が大規模な『武訓伝』批判運動を繰り広げた。文化大革命中に、冠県の中学の紅衛兵が教師とともに、武訓の墓を暴き、遺骨を焼却処分した。